# Axel Nefve
Axel Nefve (ur. 22 lipca 2000) – amerykański tenisista, finalista juniorskiego US Open 2018 w grze podwójnej.

## Kariera tenisowa
W 2018 roku, startując w parze z Emilio Navą, dotarł do finału juniorskiego turnieju US Open w grze podwójnej. Amerykańska para przegrała w nim z deblem Adrian Andreew-Anton Matusevich 2:6, 6:2, 8–10.
W rankingu gry pojedynczej najwyżej był na 1520. miejscu (5 listopada 2018), a w klasyfikacji gry podwójnej na 1659. pozycji (21 czerwca 2021).

### Finały juniorskich turniejów wielkoszlemowych

#### Gra podwójna (0–1)
| Końcowy wynik | Nr | Data            | Turniej            | Nawierzchnia | Partner     | Przeciwnicy                     | Wynik finału   |
| ------------- | -- | --------------- | ------------------ | ------------ | ----------- | ------------------------------- | -------------- |
| Finalista     | 1. | 9 września 2018 | US Open, Nowy Jork | Twarda       | Emilio Nava | Adrian Andreew Anton Matusevich | 2:6, 6:2, 8–10 |